# Ignaz Mulzer
Ignaz Mulzer (auch Ignatius Mulzer; * 14. Juni 1726 in Bamberg; † 23. März 1772 ebenda) war ein deutscher Jesuit und Kirchenrechtler.

## Leben
Mulzer war Stiftsherr bei St. Gangolf in Bamberg und gab diese Pfründe zu Gunsten seines Bruders Franz Rudolph Mulzer auf. Am 13. Juli 1745 wurde er in den Jesuitenorden aufgenommen. Nach weiteren Studien kam er 1748 als Professor der unteren Grammatik an das Mainzer Jesuitengymnasium. 1852 wurde er dort Professor der Rhetorik und Präses, bevor er 1754 als Kandidat der Theologie nach Heidelberg kam. Dort wirkte er außerdem als Katechet an der Heiliggeistkirche. Außerdem war er an der Universität Heidelberg Schüler von Peter Gallade. Unter seiner Leitung disputierte er im Mai 1756 und im September 1758 auf dem Feld des kanonischen Rechts. Wann er zum Doktor der Rechte promoviert wurde, ist nicht bekannt.
Mulzer kam 1759 als Professor der Logik, Physik, Ethik und Metaphysik an das Jesuitengymnasium Aschaffenburg. 1761 wechselte er als Professor der Philosophie in seine Heimatstadt Bamberg. Daneben wirkte er dort als Katechet an der Kirche St. Martin. 1763 wurde er schließlich Professor des Kirchenrechts an der Universität Bamberg. Als solcher amtierte er bis 1771. Sein Plan, das ganze kanonische Recht schriftstellerisch zu bearbeiten, wurde durch seinen Tod vereitelt.

## Werke (Auswahl)
- Theses logicae et ontologicae prop., Bamberg 1762.
- Praecognita In Jurisprudentiam Ecclesiasticam Positivam Germanorum, Goebhardt, Frankfurt 1770.
- Historia Legum Ecclesiasticarum Positivarum, Quibus In Germania Utimur, Goebhardt, Bamberg 1772.